# Mosaert
Mosaert — музыкальный лейбл и бренд одежды, который был основан в конце 2009 года в Брюсселе Полем Ван Авером (Stromae) и его братом и художественным руководителем Люком Ван Авером, чтобы отметить запуск первого альбома «Cheese».
С самого начала своей карьеры Stromae — автор, композитор и певец, хотел создавать свою собственную музыку и защищать её своим же лейблом, чтобы сохранить большую художественную независимость. Это означает, что его лейбл будет контролировать всё — от производства до художественного оформления одежды и от визуальных эффектов до видео для музыки, при этом не забывая проведение модных показов и создание новых костюмов.
Mosaert также занимается другими художественными проектами. Помимо музыкального сотрудничества между Stromae и другими артистами, творческая команда работает над созданием художественным руководством музыкальных клипов для таких зарубежных исполнителей, как Дуа Липа, Билли Айлиш, Орельсан или Major Lazer.

## История
В 2009 году Stromae вместе со своим братом Люком решает создать креативный лейбл под названием «Mosaert». В 2012 году команда познакомилась с бельгийской стилисткой Корали Барбье во время работы над вторым альбомом Поля «Racine carrée». Эта встреча станет поворотным моментом в стиле Stromae. В 2014 году, после выпуска альбома, команда решила продолжить вдохновение в их фирменной одежде и продолжить производить её — на этот раз не для сцены, а для публики.
В апреле 2014 года Mosaert выпустила свою первую коллекцию одежды под названием «капсула № 1». Она предназначена для широкой публики, вдохновлена мотивами, разработанными для альбома Racine carrée, продавалась ограниченным тиражом. А уже в декабре 2014 года поступила в продажу коллекция под названием «капсула № 2».
В 2018 году Stromae выпускает песню «Défiler», которая напрямую относится и к лейблу и к его же одежде. Под эту песню, которая длится 9 минут, показывается демонстрация моделей одежды.
В 2022 году выходит третий студийный альбом «Multitude» от Stromae. Пластинка стала первой масштабной работой Stromae за почти десять лет.

## Название
Название «Mosaert» (на французский манер читается как «Моса́р») образовано путём анаграммы псевдонима певца — Stromae — и, по случайному совпадению, напоминает фамилию знаменитого композитора В. А. Моцарта (в то время как сам псевдоним произошёл от слова «маэстро»).

## Одежда
Капсульная одежда унисекс от Mosaert производится в Европе в ограниченном количестве из экологически чистых тканей и имеет красочный графический вид, который раскрывается в эксклюзивных принтах.